# Ministero dell'interno (Iraq)
Il Ministero dell'interno dell'Iraq (in arabo وزارة الداخلية العراقية‎?) sovrintende alle funzioni di sicurezza e ordine pubblico in Iraq tramite il servizio di polizia, la polizia nazionale irachena, il servizio di rinforzo dei confini iracheni e il servizio di protezione delle strutture.
In totale dispone di circa 600 000 uomini delle forze armate. Nel 2008 contava circa 380 430 dipendenti.
Il ministro degli interni è, dal maggio 2020, l'ex ufficiale dell'esercito iracheno Othman al-Ghanmi.